# Clint Eastwoods priser og nomineringer
Clint Eastwood er en amerikansk skuespiller, filminstruktør, filmproducer og komponist. Efter at have begyndt sin skuespilskarriere i små ukrediterede roller i film og tv har hans karriere varet i over 50 år i både tv- og filmproduktioner. Eastwood har medvirket i adskillige tv-serier, hvoraf Rawhide nok er den mest berømte. Hans rolle i den otte sæsoner lange serie gjorde at han fik hovedrollen i En nævefuld dollars, Hævn for dollars og Den gode, den onde og den grusomme. Eastwood har medvirket i 42 film inklusive Hang 'Em High, Flugten fra Alcatraz, Broerne i Madison County og Gran Torino. Eastwood begyndte med at instruere film i 1971, og i 1982 havde han sin som producer på de to film Firefox og Honkytonk Man. Eastwood har også bidraget med musik til sine filmen, enten som udførende kunstner, som tekstforfatter eller som komponnist. Han har primært mevirket i western-, action-, komedie og dramafilm.
Eastwood har har modtaget utallige priser og nomineringer for sit arbejde, bl.a. med filmene Unforgiven, Mystic River, og Million Dollar Baby. Disse inkluderer Academy Awards, Directors Guild of America Awards, Golden Globe Awards og People's Choice Awards.

## Historie
Den 22. august 1984 blev Eastwood æret ved en ceremoni på Grauman's Chinese theater for at få en afstøbning af hans hånd- og fodaftryk i cement. Eastwood modtig en AFI Life Achievement Award i 1996 og en ærespris fra AFI i 2009. Han er den ene af kun to personer, som er blevet nomineret to gange til prisen for Best Actor og Best Director for samme film (Unforgiven og Million Dollar Baby), hvor den anden er Warren Beatty (Heaven Can Wait og Reds). Sammen med Beatty, Robert Redford, Richard Attenborough, Kevin Costner og Mel Gibson er han en af de få instruktører, der er bedst kendt som skuespiller, der har modtaget en Academy Award som instruktør. Den 27. februar 2005, i en alder af 74, blev han den en af i alt tre levende instruktører der har instrueret to film, der har vundet prisen for Best Picture (de andre to er Miloš Forman og Francis Ford Coppola). Han er ligeledes den ældste modtager af en Academy Award for Best Director i en lader af 74. Eastwood har instrueret fem skuespillere, der har modtaget en Academy Award: Gene Hackman i Unforgiven, Tim Robbins og Sean Penn i Mystic River samt Morgan Freeman og Hilary Swank i Million Dollar Baby.
Eastwood har modtaget mange andre priser, inklusive en America Now TV Award og ligeledes en af 2000 Kennedy Center Honors. Han modtog en æresgrad fra University of the Pacific i 2006, og en æresgrad på University of Southern California i 2007. I 1995 fik han æresprisen Irving G. Thalberg Memorial Award for sit livslange arbejde med filmproduktion. I 2006 blev han nomineret til en Grammy Award i kategorien Best Score Soundtrack Album For Motion Picture, Television or Other Visual Media for Million Dollar Baby. I 2007 blev Eastwood den første modtager af Jack Valenti Humanitarian Award, der er en årlig pris, der bliver givet af MPAA til personer i filmindustrien, hvis arbejde har haft en positiv påvirkning på verden. Han modtog en prisen for de to film Flags of Our Fathers og Letters from Iwo Jima, der begge blev udgivet i 2006.
Den 6. december 2006 indskrev den californiske guvernør Arnold Schwarzenegger og hans kone Maria Shriver Eastwood i California Hall of Fame der ligger i The California Museum for History, Women, and the Arts. I begyndelsen af 2007 modtog Eastwood den fornemste civile udmærkelse i Frankrig; Légion d'honneur, ved en ceremoni i Paris. Den franske præsident Jacques Chirac fortalte Eastwood at han legemliggjorde "det bedste af Hollywood". Den 13. november 2009 blev Clint Eastwood gjort til fransk kommandør i Æreslegionen, som er den tredjehøjeste af de fem klasser, der hører til denne pris.
Den 27. maj 2007 modtog Eastwood en æresdoktorgrad i Humane Letters fra University of Southern California. Den 22. september 2007 blev han Doctor of Music ved Berklee College of Music på Monterey Jazz Festival, hvor han var aktivt bestyrelsesmedlem. Ved modtagelsen af prisen holdt han en tale, hvor han udtalte at "det er en af de største ærer jeg har modtaget i mit liv." Han blev også æret med "Cinema for Peace Award 2007 for Most Valuable Movie of the Year" for Flags of Our Fathers og Letters from Iwo Jima. Eastwood modtog prisen fpr Best Actor fra National Board of Review of Motion Pictures i 2008 for sin medvirken i Gran Torino. Den 29. april 2009 annoncerede den japanske regering, at Eastwood skulle modtage Den opstigende sols orden, som repræsenterer den tredjehøjeste af otte klasser tilhørende denne orden.
I oktober 2009 blev han æret med Lumière Award (til ære for brødrene Lumière, der opfandt cinematografi) ved den første afholdelse af Lumière Film Festival i Lyon i Frankrig. Denne pris hædrer hele hans karriere og hans store bidrag til den syvende kunstform. I februar 2010 blev Eastwood anerkendt af præsident Barack Obama med en pris for kunstneriske og humanitære bidrag. Obama kaldte Eastwoods film "essays om individualitet, hårde sandheder og essensen af, hvad det betyder at være amerikaner." Online blog post Top Five Lists named Eastwood "Badass of the Century (20th)" in 2012.

## Priser og nomineringer
| Academy Awards | Academy Awards        | Academy Awards | Academy Awards | Academy Awards               |
| År             | Film                  | Pris           | Result         | Kategori                     |
| -------------- | --------------------- | -------------- | -------------- | ---------------------------- |
| 1993           | De nådesløse          | Oscar          | Nomineret      | Bedste mandlige hovedrolle   |
| 1993           | De nådesløse          | Oscar          | Won            | Bedste instruktør            |
| 1993           | De nådesløse          | Oscar          | Won            | Bedste film                  |
| 2004           | Mystic River          | Oscar          | Nomineret      | Best Director                |
| 2004           | Mystic River          | Oscar          | Nomineret      | Best Picture                 |
| 2005           | Million Dollar Baby   | Oscar          | Nomineret      | Best Actor in a Leading Role |
| 2005           | Million Dollar Baby   | Oscar          | Won            | Best Picture                 |
| 2005           | Million Dollar Baby   | Oscar          | Won            | Best Director                |
| 2007           | Letters from Iwo Jima | Oscar          | Nomineret      | Best Director                |
| 2007           | Letters from Iwo Jima | Oscar          | Nomineret      | Best Picture                 |
| 2015           | American Sniper       | Oscar          | Nominated      | Best Picture                 |

| Amanda Awards | Amanda Awards       | Amanda Awards | Amanda Awards | Amanda Awards             |
| År            | Film                | Pris          | Result        | Kategori                  |
| ------------- | ------------------- | ------------- | ------------- | ------------------------- |
| 2005          | Million Dollar Baby | Amanda Award  | Nomineret     | Best Foreign Feature Film |

| Australian Film Institute | Australian Film Institute | Australian Film Institute | Australian Film Institute | Australian Film Institute |
| År                        | Film                      | Pris                      | Result                    | Kategori                  |
| ------------------------- | ------------------------- | ------------------------- | ------------------------- | ------------------------- |
| 2004                      | Mystic River              | AFI Award                 | Nomineret                 | Best Foreign Film         |

| BAFTA Awards | BAFTA Awards | BAFTA Awards     | BAFTA Awards | BAFTA Awards   |
| År           | Film         | Pris             | Result       | Kategori       |
| ------------ | ------------ | ---------------- | ------------ | -------------- |
| 1993         | Unforgiven   | BAFTA Film Award | Nomineret    | Best Film      |
| 1993         | Unforgiven   | BAFTA Film Award | Nomineret    | Best Direction |
| 2009         | Changeling   | BAFTA Film Award | Nomineret    | Best Direction |

| Blockbuster Entertainment Awards | Blockbuster Entertainment Awards | Blockbuster Entertainment Awards | Blockbuster Entertainment Awards | Blockbuster Entertainment Awards |
| År                               | Film                             | Pris                             | Result                           | Kategori                         |
| -------------------------------- | -------------------------------- | -------------------------------- | -------------------------------- | -------------------------------- |
| 2001                             | Space Cowboys                    | Blockbuster Entertainment Award  | Nomineret                        | Favorite Action Team             |

| Blue Ribbon Awards | Blue Ribbon Awards            | Blue Ribbon Awards | Blue Ribbon Awards | Blue Ribbon Awards         |
| År                 | Film                          | Pris               | Result             | Kategori                   |
| ------------------ | ----------------------------- | ------------------ | ------------------ | -------------------------- |
| 1996               | The Bridges of Madison County | Blue Ribbon Award  | Won                | Best Foreign Language Film |
| 2005               | Mystic River                  | Blue Ribbon Award  | Won                | Best Foreign Language Film |
| 2006               | Million Dollar Baby           | Blue Ribbon Award  | Won                | Best Foreign Language Film |

| Bodilprisen | Bodilprisen           | Bodilprisen | Bodilprisen | Bodilprisen             |
| År          | Film                  | Pris        | Result      | Kategori                |
| ----------- | --------------------- | ----------- | ----------- | ----------------------- |
| 2004        | Mystic River          | Bodilprisen | Nomineret   | Bedste amerikanske film |
| 2008        | Letters from Iwo Jima | Bodilprisen | Won         | Bedste amerikanske film |

| César Awards | César Awards                  | César Awards | César Awards | César Awards      |
| År           | Film                          | Pris         | Result       | Kategori          |
| ------------ | ----------------------------- | ------------ | ------------ | ----------------- |
| 1989         | Bird                          | César        | Nomineret    | Best Foreign Film |
| 1996         | The Bridges of Madison County | César        | Nomineret    | Best Foreign Film |
| 2004         | Mystic River                  | César        | Won          | Best Foreign Film |
| 2006         | Million Dollar Baby           | César        | Won          | Best Foreign Film |
| 2010         | Gran Torino                   | César        | Won          | Best Foreign Film |
| 2011         | Invictus                      | César        | Nomineret    | Best Foreign Film |

| David di Donatello Awards | David di Donatello Awards | David di Donatello Awards | David di Donatello Awards | David di Donatello Awards |
| År                        | Film                      | Pris                      | Result                    | Kategori                  |
| ------------------------- | ------------------------- | ------------------------- | ------------------------- | ------------------------- |
| 2004                      | Mystic River              | David                     | Nomineret                 | Best Foreign Film         |
| 2005                      | Million Dollar Baby       | David                     | Won                       | Best Foreign Film         |
| 2007                      | Letters from Iwo Jima     | David                     | Nomineret                 | Best Foreign Film         |
| 2009                      | Gran Torino               | David                     | Won                       | Best Foreign Film         |

| Directors Guild of America Awards | Directors Guild of America Awards | Directors Guild of America Awards | Directors Guild of America Awards | Directors Guild of America Awards                      |
| År                                | Film                              | Pris                              | Result                            | Kategori                                               |
| --------------------------------- | --------------------------------- | --------------------------------- | --------------------------------- | ------------------------------------------------------ |
| 1993                              | Unforgiven                        | DGA Award                         | Won                               | Outstanding Directorial Achievement in Motion Pictures |
| 2004                              | Mystic River                      | DGA Award                         | Nomineret                         | Outstanding Directorial Achievement in Motion Pictures |
| 2005                              | Million Dollar Baby               | DGA Award                         | Won                               | Outstanding Directorial Achievement in Motion Pictures |
| 2014                              | American Sniper                   | DGA Award                         | Nomineret                         | Outstanding Directorial Achievement in Motion Pictures |

| Director's Guild of Great Britain Awards | Director's Guild of Great Britain Awards | Director's Guild of Great Britain Awards | Director's Guild of Great Britain Awards | Director's Guild of Great Britain Awards                  |
| År                                       | Film                                     | Pris                                     | Result                                   | Kategori                                                  |
| ---------------------------------------- | ---------------------------------------- | ---------------------------------------- | ---------------------------------------- | --------------------------------------------------------- |
| 2005                                     | Million Dollar Baby                      | DGGB Award                               | Nomineret                                | Outstanding Directorial Achievement in International Film |

| European Film Awards | European Film Awards | European Film Awards       | European Film Awards | European Film Awards |
| År                   | Film                 | Pris                       | Result               |                      |
| -------------------- | -------------------- | -------------------------- | -------------------- | -------------------- |
| 2003                 | Mystic River         | Screen International Award | Nomineret            |                      |

| Golden Globe Awards | Golden Globe Awards   | Golden Globe Awards | Golden Globe Awards | Golden Globe Awards                  |
| År                  | Film                  | Pris                | Result              | Kategori                             |
| ------------------- | --------------------- | ------------------- | ------------------- | ------------------------------------ |
| 1989                | Bird                  | Golden Globe        | Won                 | Best Director – Motion Picture       |
| 1993                | Unforgiven            | Golden Globe        | Won                 | Best Director – Motion Picture       |
| 2004                | Mystic River          | Golden Globe        | Nomineret           | Best Director – Motion Picture       |
| 2005                | Million Dollar Baby   | Golden Globe        | Nomineret           | Best Original Score – Motion Picture |
| 2005                | Million Dollar Baby   | Golden Globe        | Won                 | Best Director – Motion Picture       |
| 2007                | Flags of Our Fathers  | Golden Globe        | Nomineret           | Best Director – Motion Picture       |
| 2007                | Letters from Iwo Jima | Golden Globe        | Won                 | Best Foreign Language Film           |
| 2007                | Letters from Iwo Jima | Golden Globe        | Nomineret           | Best Director – Motion Picture       |
| 2008                | Grace Is Gone         | Golden Globe        | Nomineret           | Best Original Score – Motion Picture |
| 2008                | Grace Is Gone         | Golden Globe        | Nomineret           | Best Original Song – Motion Picture  |
| 2009                | Changeling            | Golden Globe        | Nomineret           | Best Original Score – Motion Picture |
| 2009                | Gran Torino           | Golden Globe        | Nomineret           | Best Original Song – Motion Picture  |
| 2010                | Invictus              | Golden Globe        | Nomineret           | Best Director – Motion Picture       |

| Grammy Awards | Grammy Awards       | Grammy Awards | Grammy Awards | Grammy Awards                                                                     |
| År            | Film                | Pris          | Result        | Kategori                                                                          |
| ------------- | ------------------- | ------------- | ------------- | --------------------------------------------------------------------------------- |
| 2006          | Million Dollar Baby | Grammy Award  | Nomineret     | Best Score Soundtrack Album for Motion Picture, Television, or Other Visual Media |

| Hochi Film Awards | Hochi Film Awards    | Hochi Film Awards | Hochi Film Awards | Hochi Film Awards          |
| År                | Film                 | Pris              | Result            | Kategori                   |
| ----------------- | -------------------- | ----------------- | ----------------- | -------------------------- |
| 1993              | Unforgiven           | Hochi Film Award  | Won               | Best Foreign Language Film |
| 2006              | Flags of Our Fathers | Hochi Film Award  | Won               | Best Foreign Language Film |

| Italian National Syndicate of Film Journalists Awards | Italian National Syndicate of Film Journalists Awards | Italian National Syndicate of Film Journalists Awards | Italian National Syndicate of Film Journalists Awards | Italian National Syndicate of Film Journalists Awards |
| År                                                    | Film                                                  | Pris                                                  | Result                                                | Kategori                                              |
| ----------------------------------------------------- | ----------------------------------------------------- | ----------------------------------------------------- | ----------------------------------------------------- | ----------------------------------------------------- |
| 2006                                                  | Million Dollar Baby                                   | Silver Ribbon                                         | Won                                                   | Best Director – Foreign Film                          |

| Kinema Junpo Awards | Kinema Junpo Awards           | Kinema Junpo Awards   | Kinema Junpo Awards | Kinema Junpo Awards                 |
| År                  | Film                          | Pris                  | Result              | Kategori                            |
| ------------------- | ----------------------------- | --------------------- | ------------------- | ----------------------------------- |
| 1994                | Unforgiven                    | Kinema Junpo Award    | Won                 | Best Foreign Language Film          |
| 1996                | The Bridges of Madison County | Kinema Junpo Award    | Won                 | Best Foreign Language Film Director |
| 2001                | Space Cowboys                 | Kinema Junpo Award    | Won                 | Best Foreign Language Film          |
| 2005                | Mystic River                  | Kinema Junpo Award    | Won                 | Best Foreign Language Film          |
| 2005                | Mystic River                  | Readers' Choice Award | Won                 | Best Foreign Language Film          |
| 2006                | Million Dollar Baby           | Kinema Junpo Award    | Won                 | Best Foreign Language Film          |
| 2006                | Million Dollar Baby           | Kinema Junpo Award    | Won                 | Best Foreign Language Film Director |
| 2006                | Million Dollar Baby           | Readers' Choice Award | Won                 | Best Foreign Language Film          |
| 2007                | Flags of Our Fathers          | Kinema Junpo Award    | Won                 | Best Foreign Language Film          |
| 2007                | Flags of Our Fathers          | Kinema Junpo Award    | Won                 | Best Foreign Language Film Director |
| 2007                | Flags of Our Fathers          | Readers' Choice Award | Won                 | Best Foreign Language Film          |

| Laurel Awards | Laurel Awards                  | Laurel Awards | Laurel Awards | Laurel Awards           |
| År            | Film                           | Pris          | Result        | Kategori                |
| ------------- | ------------------------------ | ------------- | ------------- | ----------------------- |
| 1967          | —                              | Golden Laurel | Second place  | Male New Face           |
| 1968          | —                              | Golden Laurel | Eighth place  | Male Star               |
| 1968          | The Good, The Bad and the Ugly | Golden Laurel | Second place  | Action Performance      |
| 1970          | —                              | Golden Laurel | Ninth place   | Male Star               |
| 1970          | Where Eagles Dare              | Golden Laurel | Fourth place  | Action Performance      |
| 1971          | —                              | Golden Laurel | Tenth place   | Male Star               |
| 1971          | Two Mules for Sister Sara      | Golden Laurel | Third place   | Best Action Performance |

| Mainichi Film Awards | Mainichi Film Awards          | Mainichi Film Awards   | Mainichi Film Awards | Mainichi Film Awards       |
| År                   | Film                          | Pris                   | Result               | Kategori                   |
| -------------------- | ----------------------------- | ---------------------- | -------------------- | -------------------------- |
| 1994                 | Unforgiven                    | Mainichi Film Concours | Won                  | Best Foreign Language Film |
| 1996                 | The Bridges of Madison County | Readers' Choice Award  | Won                  | Best Foreign Language Film |
| 2001                 | Space Cowboys                 | Mainichi Film Concours | Won                  | Best Foreign Language Film |
| 2005                 | Mystic River                  | Mainichi Film Concours | Won                  | Best Foreign Language Film |

| National Board of Review of Motion Pictures | National Board of Review of Motion Pictures | National Board of Review of Motion Pictures | National Board of Review of Motion Pictures | National Board of Review of Motion Pictures |
| År                                          | Film                                        | Pris                                        | Result                                      | Kategori                                    |
| ------------------------------------------- | ------------------------------------------- | ------------------------------------------- | ------------------------------------------- | ------------------------------------------- |
| 2008                                        | Gran Torino                                 | NBR Award                                   | Won                                         | Best Actor                                  |

| PGA Awards | PGA Awards   | PGA Awards                                | PGA Awards | PGA Awards |
| År         | Film         | Pris                                      | Result     |            |
| ---------- | ------------ | ----------------------------------------- | ---------- | ---------- |
| 2004       | Mystic River | Motion Picture Producer of the Year Award | Nomineret  |            |

| People's Choice Awards | People's Choice Awards | People's Choice Awards | People's Choice Awards                | People's Choice Awards |
| År                     | Pris                   | Result                 | Kategori                              |                        |
| ---------------------- | ---------------------- | ---------------------- | ------------------------------------- | ---------------------- |
| 1981                   | People's Choice Award  | Won                    | Favorite Motion Picture Actor         |                        |
| 1984                   | People's Choice Award  | Won                    | Favorite Motion Picture Actor         |                        |
| 1985                   | People's Choice Award  | Won                    | Favorite Motion Picture Actor         |                        |
| 1987                   | People's Choice Award  | Won                    | Favorite Motion Picture Actor         |                        |
| 1988                   | People's Choice Award  | Won                    | Favorite All-Time Motion Picture Star |                        |

| Robertprisen | Robertprisen        | Robertprisen | Robertprisen | Robertprisen            |
| År           | Film                | Pris         | Result       | Kategori                |
| ------------ | ------------------- | ------------ | ------------ | ----------------------- |
| 2004         | Mystic River        | Robert       | Nomineret    | Bedste amerikanske film |
| 2006         | Million Dollar Baby | Robert       | Nomineret    | Bedste amerikanske film |

| Satellite Awards | Satellite Awards     | Satellite Awards       | Satellite Awards | Satellite Awards    |
| År               | Film                 | Pris                   | Result           | Kategori            |
| ---------------- | -------------------- | ---------------------- | ---------------- | ------------------- |
| 2004             | Mystic River         | Golden Satellite Award | Nomineret        | Best Director       |
| 2006             | Flags of Our Fathers | Satellite Award        | Nomineret        | Best Original Score |
| 2006             | Flags of Our Fathers | Satellite Award        | Won              | Best Director       |
| 2007             | Grace Is Gone        | Satellite Award        | Won              | Best Original Song  |

| Saturn Awards | Saturn Awards | Saturn Awards | Saturn Awards | Saturn Awards |
| År            | Film          | Pris          | Result        | Kategori      |
| ------------- | ------------- | ------------- | ------------- | ------------- |
| 2001          | Space Cowboys | Saturn Award  | Nomineret     | Best Actor    |
| 2001          | Space Cowboys | Saturn Award  | Nomineret     | Best Director |
| 2009          | Changeling    | Saturn Award  | Nomineret     | Best Director |
| 2009          | Changeling    | Saturn Award  | Nomineret     | Best Music    |

| Screen Actors Guild Awards | Screen Actors Guild Awards | Screen Actors Guild Awards | Screen Actors Guild Awards | Screen Actors Guild Awards                            |
| År                         | Film                       | Pris                       | Result                     | Kategori                                              |
| -------------------------- | -------------------------- | -------------------------- | -------------------------- | ----------------------------------------------------- |
| 2004                       | Million Dollar Baby        | The Actor                  | Nomineret                  | Outstanding Performance by a Cast in a Motion Picture |

| Western Heritage Awards | Western Heritage Awards | Western Heritage Awards | Western Heritage Awards | Western Heritage Awards    |
| År                      | Television Series/Film  | Pris                    | Result                  | Kategori                   |
| ----------------------- | ----------------------- | ----------------------- | ----------------------- | -------------------------- |
| 1961                    | Rawhide                 | Bronze Wrangler         | Won                     | Fictional Television Drama |
| 1962                    | Rawhide                 | Bronze Wrangler         | Won                     | Fictional Television Drama |
| 1964                    | Rawhide                 | Bronze Wrangler         | Won                     | Fictional Television Drama |
| 1993                    | Unforgiven              | Bronze Wrangler         | Won                     | Theatrical Motion Picture  |

### Critics associations
| Argentine Film Critics Association Awards | Argentine Film Critics Association Awards | Argentine Film Critics Association Awards | Argentine Film Critics Association Awards | Argentine Film Critics Association Awards |
| År                                        | Film                                      | Pris                                      | Result                                    | Kategori                                  |
| ----------------------------------------- | ----------------------------------------- | ----------------------------------------- | ----------------------------------------- | ----------------------------------------- |
| 2004                                      | Mystic River                              | Silver Condor                             | Nomineret                                 | Best Foreign Feature Film                 |
| 2008                                      | Letters from Iwo Jima                     | Silver Condor                             | Nomineret                                 | Best Foreign Feature Film                 |

| Broadcast Film Critics Association Awards | Broadcast Film Critics Association Awards | Broadcast Film Critics Association Awards | Broadcast Film Critics Association Awards | Broadcast Film Critics Association Awards |
| År                                        | Film                                      | Pris                                      | Result                                    | Kategori                                  |
| ----------------------------------------- | ----------------------------------------- | ----------------------------------------- | ----------------------------------------- | ----------------------------------------- |
| 2004                                      | Mystic River                              | Critics Choice Award                      | Nomineret                                 | Best Composer                             |
| 2004                                      | Mystic River                              | Critics Choice Award                      | Nomineret                                 | Best Director                             |
| 2005                                      | Million Dollar Baby                       | Critics Choice Award                      | Nomineret                                 | Best Director                             |
| 2005                                      | Million Dollar Baby                       | Critics Choice Award                      | Nomineret                                 | Best Picture                              |
| 2007                                      | Letters from Iwo Jima                     | Critics Choice Award                      | Nomineret                                 | Best Director                             |
| 2008                                      | Grace Is Gone                             | Critics Choice Award                      | Nomineret                                 | Best Composer                             |
| 2009                                      | Gran Torino                               | Critics Choice Award                      | Nomineret                                 | Best Actor                                |
| 2009                                      | Changeling                                | Critics Choice Award                      | Nomineret                                 | Best Composer                             |

| Chicago Film Critics Association Awards | Chicago Film Critics Association Awards | Chicago Film Critics Association Awards | Chicago Film Critics Association Awards | Chicago Film Critics Association Awards |
| År                                      | Film                                    | Pris                                    | Result                                  | Kategori                                |
| --------------------------------------- | --------------------------------------- | --------------------------------------- | --------------------------------------- | --------------------------------------- |
| 2004                                    | Mystic River                            | CFCA Award                              | Nomineret                               | Best Director                           |
| 2004                                    | Million Dollar Baby                     | CFCA Award                              | Won                                     | Best Director                           |
| 2006                                    | Letters from Iwo Jima                   | CFCA Award                              | Nomineret                               | Best Director                           |
| 2008                                    | Gran Torino                             | CFCA Award                              | Nomineret                               | Best Actor                              |

| Film Critics Circle of Australia Awards | Film Critics Circle of Australia Awards | Film Critics Circle of Australia Awards | Film Critics Circle of Australia Awards | Film Critics Circle of Australia Awards |
| År                                      | Film                                    | Pris                                    | Result                                  | Kategori                                |
| --------------------------------------- | --------------------------------------- | --------------------------------------- | --------------------------------------- | --------------------------------------- |
| 2005                                    | Million Dollar Baby                     | FCCA Award                              | Won                                     | Best Foreign Film                       |

| London Film Critics' Circle Awards | London Film Critics' Circle Awards | London Film Critics' Circle Awards | London Film Critics' Circle Awards | London Film Critics' Circle Awards |
| År                                 | Film                               | Pris                               | Result                             | Kategori                           |
| ---------------------------------- | ---------------------------------- | ---------------------------------- | ---------------------------------- | ---------------------------------- |
| 2004                               | Mystic River                       | ALFS Award                         | Won                                | Director of the Year               |

| Los Angeles Film Critics Association Awards | Los Angeles Film Critics Association Awards | Los Angeles Film Critics Association Awards | Los Angeles Film Critics Association Awards | Los Angeles Film Critics Association Awards |
| År                                          | Film                                        | Pris                                        | Result                                      | Kategori                                    |
| ------------------------------------------- | ------------------------------------------- | ------------------------------------------- | ------------------------------------------- | ------------------------------------------- |
| 1992                                        | Unforgiven                                  | LAFCA Award                                 | Won                                         | Best Actor                                  |
| 1992                                        | Unforgiven                                  | LAFCA Award                                 | Won                                         | Best Director                               |

| National Society of Film Critics Awards | National Society of Film Critics Awards | National Society of Film Critics Awards | National Society of Film Critics Awards | National Society of Film Critics Awards |
| År                                      | Film                                    | Pris                                    | Result                                  | Kategori                                |
| --------------------------------------- | --------------------------------------- | --------------------------------------- | --------------------------------------- | --------------------------------------- |
| 1993                                    | Unforgiven                              | NSFC Award                              | Won                                     | Best Director                           |
| 2004                                    | Mystic River                            | NSFC Award                              | Won                                     | Best Director                           |

| New York Film Critics Circle Awards | New York Film Critics Circle Awards | New York Film Critics Circle Awards | New York Film Critics Circle Awards | New York Film Critics Circle Awards |
| År                                  | Film                                | Pris                                | Result                              | Kategori                            |
| ----------------------------------- | ----------------------------------- | ----------------------------------- | ----------------------------------- | ----------------------------------- |
| 2004                                | Million Dollar Baby                 | NYFCC Award                         | Won                                 | Best Director                       |

| Online Film Critics Society Awards | Online Film Critics Society Awards | Online Film Critics Society Awards | Online Film Critics Society Awards | Online Film Critics Society Awards |
| År                                 | Film                               | Pris                               | Result                             | Kategori                           |
| ---------------------------------- | ---------------------------------- | ---------------------------------- | ---------------------------------- | ---------------------------------- |
| 2004                               | Mystic River                       | OFCS Award                         | Nomineret                          | Best Director                      |
| 2005                               | Million Dollar Baby                | OFCS Award                         | Nomineret                          | Best Director                      |

| San Diego Film Critics Society Awards | San Diego Film Critics Society Awards | San Diego Film Critics Society Awards | San Diego Film Critics Society Awards | San Diego Film Critics Society Awards |
| År                                    | Film                                  | Pris                                  | Result                                | Kategori                              |
| ------------------------------------- | ------------------------------------- | ------------------------------------- | ------------------------------------- | ------------------------------------- |
| 2004                                  | Million Dollar Baby                   | SDFCS Award                           | Won                                   | Best Director                         |
| 2004                                  | Million Dollar Baby                   | SDFCS Award                           | Won                                   | Best Original Score                   |
| 2006                                  | Letters from Iwo Jima                 | SDFCS Award                           | Won                                   | Best Director                         |

| Vancouver Film Critics Circle Awards | Vancouver Film Critics Circle Awards | Vancouver Film Critics Circle Awards | Vancouver Film Critics Circle Awards | Vancouver Film Critics Circle Awards |
| År                                   | Film                                 | Pris                                 | Result                               | Kategori                             |
| ------------------------------------ | ------------------------------------ | ------------------------------------ | ------------------------------------ | ------------------------------------ |
| 2004                                 | Million Dollar Baby                  | VFCC Award                           | Won                                  | Best Director                        |

| Washington D.C. Area Film Critics Association Awards | Washington D.C. Area Film Critics Association Awards | Washington D.C. Area Film Critics Association Awards | Washington D.C. Area Film Critics Association Awards | Washington D.C. Area Film Critics Association Awards |
| År                                                   | Film                                                 | Pris                                                 | Result                                               | Kategori                                             |
| ---------------------------------------------------- | ---------------------------------------------------- | ---------------------------------------------------- | ---------------------------------------------------- | ---------------------------------------------------- |
| 2003                                                 | Mystic River                                         | WAFCA Award                                          | Nomineret                                            | Best Director                                        |
| 2009                                                 | Invictus                                             | WAFCA Award                                          | Nomineret                                            | Best Director                                        |

### Film festivaler
| Cannes Film Festival | Cannes Film Festival     | Cannes Film Festival | Cannes Film Festival | Cannes Film Festival |
| År                   | Film                     | Pris                 | Result               |                      |
| -------------------- | ------------------------ | -------------------- | -------------------- | -------------------- |
| 1985                 | Pale Rider               | Golden Palm          | Nomineret            |                      |
| 1988                 | Bird                     | Golden Palm          | Nomineret            |                      |
| 1990                 | White Hunter Black Heart | Golden Palm          | Nomineret            |                      |
| 2003                 | Mystic River             | Golden Palm          | Nomineret            |                      |
| 2003                 | Mystic River             | Golden Coach         | Won                  |                      |
| 2008                 | Changeling               | Golden Palm          | Nomineret            |                      |

### Specialpriser
| År   | Ceremoni                                  | Pris                                                   |
| ---- | ----------------------------------------- | ------------------------------------------------------ |
| 1971 | Golden Globes                             | Henrietta Award                                        |
| 1980 | American Movie Awards                     | Special Marquee                                        |
| 1982 | ShoWest Convention                        | Special Award: Male Star of the Decade                 |
| 1985 | Golden Apple Awards                       | Golden Apple Award – Star of the Year                  |
| 1988 | Golden Globes                             | Cecil B. DeMille Award                                 |
| 1991 | Hasty Pudding Theatricals                 | Man of the Year                                        |
| 1993 | Golden Boot Awards                        | Golden Boot                                            |
| 1993 | ShoWest Convention                        | ShoWest Award – Director of the Year                   |
| 1995 | Academy Awards                            | Irving G. Thalberg Memorial Award                      |
| 1995 | Hamburg Film Festival                     | Douglas Sirk Award                                     |
| 1996 | ASCAP Film and Television Music Awards    | ASCAP Award (Top Box Office Films)                     |
| 1996 | American Film Institute                   | Life Achievement Award                                 |
| 1996 | Film Society of Lincoln Center            | Gala Tribute                                           |
| 1998 | César Awards                              | Honorary César                                         |
| 1998 | PGA Awards                                | Lifetime Achievement Award in Motion Pictures          |
| 1999 | National Board of Review                  | Career Achievement Award                               |
| 2000 | Venice Film Festival                      | Career Golden Lion                                     |
| 2001 | Art Directors Guild                       | Contribution to Cinematic Imagery Award                |
| 2001 | San Francisco International Film Festival | Akira Kurosawa Award                                   |
| 2002 | Chicago International Film Festival       | Career Achievement Award                               |
| 2003 | Screen Actors Guild Awards                | Life Achievement Award                                 |
| 2004 | ASCAP Film and Television Music Awards    | Opus Award                                             |
| 2004 | Broadcast Film Critics Association Awards | Lifetime Achievement Award                             |
| 2004 | National Board of Review                  | Special Achievement Award                              |
| 2006 | BAFTA/LA Britannia Awards                 | Britannia Award                                        |
| 2006 | Directors Guild of America Awards         | Lifetime Achievement Award                             |
| 2006 | Producers Guild of America Awards         | Milestone Award                                        |
| 2006 | BAFTA Awards                              | Stanley Kubrick Britannia Award for Excellence in Film |
| 2007 | Los Angeles Film Festival                 | Spirit of Independence Award                           |
| 2007 | Motion Picture Sound Editors              | Filmmaker's Award                                      |
| 2008 | Cannes Film Festival                      | Special Award                                          |
| 2008 | Hollywood Film Festival                   | Director of the Year                                   |
| 2009 | Golden Camera                             | Golden Camera for Lifetime Achievement                 |
| 2009 | National Endowment for the Arts           | National Medal of Arts                                 |
| 2015 | Navy SEAL Foundation                      | Patriot Award                                          |